# ستيف ماكنزي
ستيف ماكنزي (بالإنجليزية: Steve MacKenzie)‏ هو لاعب كرة قدم بريطاني في مركز الوسط، ولد في 23 نوفمبر 1961 في رومفورد في المملكة المتحدة. شارك مع منتخب إنجلترا تحت 21 سنة لكرة القدم. أما مع النوادي، فقد لعب مع تشارلتون أثلتيك وشروزبري تاون وشيفيلد وينزداي وكريستال بالاس ومانشستر سيتي ووست بروميتش ألبيون.